# فرودگاه کونه
فرودگاه کونه (به انگلیسی: Koné Airport) یک فرودگاه همگانی با کد یاتا KNQ است. این فرودگاه در کشور کالدونیای جدید قرار دارد و در ارتفاع ۷ متری از سطح دریا واقع شده‌است.

## شرکت‌های هواپیمایی و مقصدهای پروازی
| شرکت‌های هواپیمایی                 | مقصدهای پروازی |
| --------------------------------- | -------------- |
| ایر کالدونی اجرا توسط Air Loyauté | نومئا مجنتا    |